# Jamriska Lajos
Jamriska Lajos (Rákoskeresztúr, 1854. augusztus 28. – Pécel, 1935. június 1.) községi jegyző, közigazgatási szakíró, Jamriska Sámuel unokája.

## Élete
Nemes Jamriska János és Vladár Karolina harmadik gyermekeként született, 1854. szeptember 3-án keresztelték. A gimnáziumot Aszódon, Selmecbányán és Kecskeméten végezte, ahol 1873-ban érettségi vizsgát is tett. 1875-ben szülőhelyére hívták meg községi segédjegyzőnek. Miután a jegyzői vizsgát letette, 1883-ban Iklad község, 1890-ben pedig Pécel választotta meg jegyzőjének, 1925-ben a közgyűlés örökös díszelnökké választotta. Az országos központi jegyzői egyletnek alelnöke volt. 1934-ben díszközgyűlés keretében Pécel díszpolgárává választották. 1935. június 1-jén hunyt el szívizom elfajulás és általános vízkór következtében, 1935. június 2-án délután helyezték örök nyugalomra. Felesége Hanisch Anna volt.
Rendes munkatársa volt 1879-től 1888-ig a Községi Közlönynek. Írt még a Pesti Naplóba, Budapesti Hirlapba, Üstökösbe, Váczi Hirlapba sat.

## Munkái
- A közsegi ügykezelés kézikönyve. Vezérfonal községi jegyzők, elöljárók, főleg pedig a községjegyzői szigorlatra készülők számára. A magyarországi községi és körjegyzők központi egylete által 300 forint díjjal kitüntetett pályamű. Bpest, 1888. (Szegedi Alberttel együtt).
- A községi és közjegyzői hivatása. Uo. 1889. (A komárommegyei jegyzői egylet által 100 forint pályadíjjal kitüntetett munka.)